# Moviment 1 d’Octubre
El Moviment 1 d'Octubre (les sigles del qual són M1-O), és un partit polític registrat el 14 de maig del 2018 davant el Ministeri d'Interior espanyol per Jordi Ferrés i Agustí Colomines (ex-director de l'Escola d'Administració Pública, cessat pel govern espanyol en aplicació de l'article 155 i un dels impulsors de la llista de Junts per Catalunya).
Finalment, aquesta marca no es va acabar fent servir i es va optar per la Crida Nacional per la República.

## Origen
La inspiració d'aquest partit ve d'una proposta que Francesc-Marc Álvaro fa a través de la seva columna d'opinió a La Vanguardia i que concreta posteriorment a una entrevista que li fa VilaWeb. En aquests dos llocs, aposta per crear un partit polític aglutinador de tots els partits independentistes catalans, similar al Partit Nacional Escocès (Scottish National Party en anglès), amb una estructura similar a la de En Marche! de Macron.

## Objectiu
Segons els impulsors, l'objectiu del partit és traslladar la unitat independentista del carrer a les institucions i al Parlament. Alhora que pretén ser un espai de trobada dels dirigents farts de les lluites internes dels partits i intrapartidistes.
Un mes més tard del registre del partit, Agustí Colomines (una de les persones que l'havia registrat), va aprofitar la seva columna a El Nacional per afirmar: «Puigdemont, […] té l'obligació, […] de liderar la creació d'un nou moviment polític que superi els vells partits».

## Polèmica
Quan els mitjans de comunicació van informar de la creació del partit Moviment 1 d'Octubre, alguns partits polítics van criticar-ho, ja que consideraven que amb aquest nom s'estaven apropiant del referèndum del 2017. Concretament la diputada de la CUP durant la XII legislatura al Parlament Natàlia Sànchez va criticar: «Voler-te apropiar del que és de totes. La privatització d'allò comú arriba al nivell de l'1 d'octubre és meu».

## Internet
Quan es va registarar el partit davant el Ministeri de l'Interior espanyol, es va registrar com a portal web el domini http://www.moviment1oct.cat/, alhora que també s'ha registrat el compte de Twitter @Moviment1Oct.